# Аафат
Aafat (досл.: «Тяжелое испытание») — криминальный триллер 1977 года на языке хинди, снятый режиссёром Атмой Рамом. Главные роли исполняли Навин Нисчол, Лина Чандаваркар, Мехмуд, Амджад Хан и Назир Хуссейн.

## Сюжет
После роста числа преступлений, связанных с контрабандой и наркотиками в Бомбее, бизнесмен Диндаял использует свое влияние в Дели, чтобы привлечь к этому делу специального офицера CBI, инспектора Амара (Навин Нисчол), поскольку племянник Динадаяла и единственный наследник семейного состояния, стал наркоманом.
Действуя по наводке осведомителя Джагпала, Амар сосредотачивается на редакторе газеты Балрадже, но прежде чем Джагпал успевает раскрыть больше, его убивает Шера, нанятый бандой. Амар приходит в редакцию газеты и встречает Махеша, криминального репортера газеты и своего друга детства. Хотя Балрадж очень хочет поделиться подробностями о методах работы банды, он отказывается отвечать после того как ему угрожает одна из членов банды, Дженни. Амар решает вернуться позже ночью, чтобы обследовать офис Балраджа, но находит его мертвым и сталкивается с загадочной женщиной, которая убегает с доказательствами. Позже он узнает, что она на самом деле полицейский — инспектор Чхая — и также расследует это дело.
Позже Махеш и Амар выслеживают Раджни, курьера банды, которая также оказывается младшей сестрой Чхаи. Дело близится к разгадке, когда Амар, наконец, встречает Чампу, уличную танцовщицу, нанятую бандой контрабандистов, и она сообщает ему важную информацию о доставке груза через несколько дней. Но видя, как Чампа выходит из гостиничного номера Амара в предрассветные часы, Чхая представляет себе худшее и решает пойти своим путем, чтобы раскрыть дело.

## В ролях
- Навин Нисчол — инспектор Амар
- Лина Чандаваркар — инспектор Чхая
- Мехмуд — Манеш, репортер
- Джайшри Т. — Раджни, сестра Чхаи
- Амджад Хан — Шера, убийца
- Назир Хусейн — Диндаял, бизнесмен
- Камал Капур — комиссар Хардаял
- Према Нараян — Чампа, танцовщица
- Фарьял — Дженни, член банды
- Мак Мохан — Джагпал, полицейский осведомитель
- Саджан — Балрадж, редактор газеты

## Саундтрек
Все тексты написаны Майей Говинд, вся музыка написана Нитином Мангешем.
| №  | Название                            | Исполнители                | Длительность |
| -- | ----------------------------------- | -------------------------- | ------------ |
| 1. | «Mere Paon Ke Ghunghroo Kahte Hain» | Анджали                    | 6:03         |
| 2. | «Koi Kahe Mai Khanjar Hu»           | Лата Мангешкар и хор       | 5:40         |
| 3. | «Ye Nasha Jaan Meri Hai»            | Лата Мангешкар             | 4:29         |
| 4. | «Oye Laila Oye Laila»               | Кишор Кумар, Уша Мангешкар | 4:14         |
| 5. | «Rajni Hai Mera Naam»               | Анджали, Мехмуд и хор      | 6:18         |